# Liste der Straßen in Hamburg-Iserbrook

Lage von Iserbrook in Hamburg und im Bezirk Altona (hellrot)

Die Liste der Straßen in Hamburg-Iserbrook ist eine Übersicht der im Hamburger Stadtteil Iserbrook vorhandenen Straßen. Sie ist Teil der Liste der Verkehrsflächen in Hamburg.

## Überblick
In Iserbrook (Ortsteilnummer 225) leben 11512 Einwohner (Stand: 31. Dezember 2023) auf 2,7 km². Iserbrook liegt im Postleitzahlenbereich 22589.
In Iserbrook gibt es 54 benannte Verkehrsflächen, darunter im Nordosten eine Motivgruppe mit Schriftstellerinnen und Schriftstellern, die überwiegend als Kinder- und Jugendbuchautoren oder Märchensammler tätig waren:

Andersenstraße, Auerbachstraße, Bechsteinweg, Frapanweg, Grimmstraße, Güllweg, Heytwiete, Leanderweg, Loewenbergstraße, Musäusstraße, Pletschgang, Reinheimerweg, Sapperweg und Wisserweg.

## Übersicht der Straßen
Die nachfolgende Tabelle gibt eine Übersicht über alle benannten Verkehrsflächen im Stadtteil sowie einige dazugehörige Informationen. Im Einzelnen sind dies:
- Name/Lage: aktuelle Bezeichnung der Straße. Über den Link (Lage) kann die Straße auf verschiedenen Kartendiensten angezeigt werden. Die Geoposition gibt dabei ungefähr die Mitte an. Bei längeren Straßen, die durch zwei oder mehr Stadtteile führen, kann es daher sein, dass die Koordinate in einem anderen Stadtteil liegt.
- Straßenschlüssel: amtlicher Straßenschlüssel, bestehend aus einem Buchstaben (Anfangsbuchstabe der Straße) und einer dreistelligen Nummer.
- Länge/Maße in Metern:
Hinweis: Die in der Übersicht enthaltenen Längenangaben sind nach mathematischen Regeln auf- oder abgerundete Übersichtswerte, die im Digitalen Atlas Nord[1] mit dem dortigen Maßstab ermittelt wurden. Sie dienen eher Vergleichszwecken und werden, sofern amtliche Werte bekannt sind, ausgetauscht und gesondert gekennzeichnet.
Bei Plätzen sind die Maße in der Form a × b bei rechteckigen Anlagen oder a × b × c bei dreiecksförmigen Anlagen mit a als längster Kante dargestellt.
Der Zusatz (im Stadtteil) gibt an, wie lang die Straße innerhalb des Stadtteils ist, sofern sie durch mehrere Stadtteile verläuft.
- Namensherkunft: Ursprung oder Bezug des Namens.
- Datum der Benennung: Jahr der offiziellen Benennung oder der Ersterwähnung eines Namens, bei Unsicherheiten auch die Angabe eines Zeitraums.
- Anmerkungen: Weitere Informationen bezüglich anliegender Institutionen, der Geschichte der Straße, historischer Bezeichnungen, Baudenkmale usw.
- Bild: Foto der Straße oder eines anliegenden Objektes.

| Name/Lage                      | Straßen- schlüssel | Länge/Maße (in Metern) | Namensherkunft                                                                                           | Datum der Benennung | Anmerkungen | Bild                         |
| ------------------------------ | ------------------ | ---------------------- | --- | ------------------- | --- | ---------------------------- |
| Am Botterbarg (Lage)           | A199               | 1155 (im Stadtteil)    | nach einer Flurbezeichnung                                                                               | 1932                | An dieser Stelle ruhten Kühe nach dem Melken (niederdeutsch Botterbarg = Butterberg); ab Borndiek nördliche, später östliche Straßenhälfte in Osdorf                           | Am Botterbarg (HH-Iserbrook) |
| Andersenstraße (Lage)          | A425               | 0445                   | Hans Christian Andersen (1805–1875), dänischer Schriftsteller                                            | 1930                | Motivgruppe „Schriftsteller“ | Andersenstraße               |
| Auerbachstraße (Lage)          | A496               | 0090                   | Berthold Auerbach (1812–1882), Schriftsteller                                                            | 1952                | Motivgruppe „Schriftsteller“ | Auerbachstraße               |
| Bechsteinweg (Lage)            | B123               | 0130                   | Ludwig Bechstein (1801–1860), Schriftsteller und Märchensammler                                          | 1939                | Motivgruppe „Schriftsteller“ | Bechsteinweg                 |
| Beim Schillingstift (Lage)     | B829               | 0190                   | nach der Lage am Schillingstift                                                                          | 1982                | | Beim Schillingstift          |
| Bockhorst (Lage)               | B425               | 0460 (im Stadtteil)    | nach einer Flurbezeichnung                                                                               | 1928                | etwa ab Düpenautal westliche, später nördliche Straßenhälfte in Iserbrook, ansonsten in Osdorf                                                                                 | Bockhorst                    |
| Borndiek (Lage)                | B494               | 0665 (im Stadtteil)    | nach einem durch eine Quelle gespeisten Teich                                                            | 1965                | niederdeutsch Diek = Teich; nur nördliche, später westliche Straßenhälfte ab der Düpenau in Iserbrook, sonst in Osdorf                                                         | Borndiek                     |
| Bredkamp (Lage)                | B580               | 0915                   | nach einer Flurbezeichnung                                                                               | 1928                | niederdeutsch bred = breit | Bredkamp                     |
| Brookwisch (Lage)              | B624               | 0345                   | nach einer Flurbezeichnung                                                                               | 1936                | Brookwisch meint eine tiefgelegene Wiese. | Brookwisch                   |
| Bruchloh (Lage)                | B627               | 0210                   | nach einer Flurbezeichnung                                                                               | 1955                | Bruchloh meint einen tiefgelegenen Sumpfwald. | Bruchloh                     |
| Darbovenstieg (Lage)           | D043               | 0135                   | nach einer Familie Darboven, die durch Grundstücksschenkungen den Bau eines Krankenhauses ermöglichte    | 1949                | | Darbovenstieg                |
| Düpenautal (Lage)              | D214               | 0400                   | nach dem gleichnamigen, hier fließenden Bach                                                             | 1963                | nur südlich gelegene Grundstücke in Iserbrook, ansonsten in Osdorf, insbesondere die komplette Straßenfläche                                                                   | Düpenautal                   |
| Espenreihe (Lage)              | E246               | 0165                   | nach dem gleichnamigen Baum                                                                              | 1949                | | Espenreihe                   |
| Frapanweg (Lage)               | F208               | 0275                   | Ilse Frapan (1849–1908), Schriftstellerin                                                                | 1965                | Motivgruppe „Schriftsteller“ | Frapanweg                    |
| Grimmstraße (Lage)             | G239               | 0440                   | Jacob (1785–1863) und Wilhelm Grimm (1786–1859), Sprach- und Literaturwissenschaftler und Märchensammler | 1930                | Motivgruppe „Schriftsteller“ | Grimmstraße                  |
| Grotefendweg (Lage)            | G293               | 0310                   | Georg Friedrich Grotefend (1775–1853), Sprachwissenschaftler und Altertumsforscher                       | 1955                | | Grotefendweg                 |
| Güllweg (Lage)                 | G330               | 0215                   | Friedrich Güll (1812–1879), Dichter und Verfasser von Kinderliedern                                      | 1953                | Motivgruppe „Schriftsteller“ | Güllweg                      |
| Hasenhöhe (Lage)               | H171               | 0200 (im Stadtteil)    | nach einer Flurbezeichnung                                                                               | 1928/29             | etwa südlich der Brücke beim S-Bahnhof Iserbrook zunächst in Sülldorf, im weiteren Verlauf in Blankenese                                                                       | Hasenhöhe                    |
| Heerbrook (Lage)               | H220               | 0395                   | nach einer Flurbezeichnung                                                                               | 1961                | | Heerbrook                    |
| Hein-Kröger-Straße (Lage)      | H286               | 0465                   | Hein Kröger (1844–1881), Kapitän, segelte als erster an die Westküste Amerikas                           | 1949                | | Hein-Kröger-Weg              |
| Heisterbusch (Lage)            | H312               | 0120                   | nach einer Flurbezeichnung                                                                               | 1949                | Als Heister wird die Anpflanzung junger Eichen und Buchen bezeichnet. | Heisterbusch                 |
| Heytwiete (Lage)               | H420               | 0160                   | Wilhelm Hey (1789–1854), Pfarrer und Fabeldichter                                                        | 1953                | Motivgruppe „Schriftsteller“ | Heytwiete                    |
| Holtbarg (Lage)                | H593               | 0585                   | nach einer Flurbezeichnung                                                                               | 1936                | niederdeutsch Holtbarg = Holzberg | Holtbarg                     |
| Holtkamp (Lage)                | H599               | 0210                   | nach einer Flurbezeichnung                                                                               | 1928                | niederdeutsch Holtkamp = Holzfeld | Holtkamp                     |
| Im Fliederbusch (Lage)         | I031               | 0085                   | frei gewählter Name in Anlehnung an die Bepflanzung des Geländes                                         | 1957                | | Im Fliederbusch              |
| Iserbrooker Weg (Lage)         | I108               | 0950                   | nach der Lage im Stadtteil                                                                               | 1928                | westliche Straßenhälfte in Sülldorf | Iserbrooker Weg              |
| Isernrade (Lage)               | I111               | 0100                   | nach einer bereits 1645 erwähnten Flurbezeichnung                                                        | 1965                | | Isernrade                    |
| Isfeldstraße (Lage)            | I114               | 0190 (im Stadtteil)    | nach einer Flurbezeichnung                                                                               | 1928                | südöstlich der Düpenau (etwa Höhe Wientapperweg) in Iserbrook, nordöstlicher Teil in Osdorf                                                                                    | Isfeldstraße                 |
| Jochen-Fink-Weg (Lage)         | J055               | 0560                   | Jochen Fink (1844–1920) Schiffszimmerer und Werftbesitzer                                                | 1949                | | Jochen-Fink-Weg              |
| Kuhgraben (Lage)               | K492               | 0250                   | nach einer Flurbezeichnung                                                                               | 1936                | Laut Beckershaus aufgrund eines Übersetzungsfehlers entstanden, denn das ursprüngliche niederdeutsche Wort Kograben bedeutet Grenzgraben.                                      | Kuhgraben                    |
| Lachmannweg (Lage)             | L001               | 0395                   | Karl Lachmann (1793–1851), Altphilologe                                                                  | 1960                | | Lachmannweg                  |
| Leanderweg (Lage)              | L371               | 0080                   | Richard Leander (1830–1889), Chirurg, Hochschullehrer und Märchendichter                                 | 1984                | Motivgruppe „Schriftsteller“ | Leanderweg                   |
| Loewenbergstraße (Lage)        | L210               | 0420                   | Jakob Loewenberg (1856–1929), Schriftsteller und Pädagoge                                                | 1952                | Motivgruppe „Schriftsteller“ | Loewenbergstraße             |
| Lütt Iserbrook (Lage)          | L290               | 0960                   | nach einer Flurbezeichnung                                                                               | 1929                | niederdeutsch lütt = klein | Lütt Iserbrook               |
| Musäusstraße (Lage)            | M348               | 0400                   | Johann Karl August Musäus (1735–1787), Philologe, Schriftsteller und Märchensammler                      | 1930                | Motivgruppe „Schriftsteller“ | Musäusstraße                 |
| Osdorfer Landstraße (Lage)     | O124               | 0920 (im Stadtteil)    | Hamburger Stadtteil Osdorf                                                                               | 1929                | östlich der Straße Am Botterbarg nördliche Straßenhälfte in Osdorf, ab Kreuzung Rugenfeld/Isfeldstraße komplett in Osdorf, weiter östlich dann in Groß Flottbek und Bahrenfeld | Osdorfer Landstraße          |
| Osterloh (Lage)                | O145               | 0585                   | nach einer Flurbezeichnung in Anlehnung an einen hier früher gelegenen Eichenwald                        | 1936                | | Osterloh                     |
| Pferdeweide (Lage)             | P230               | 0200                   | frei gewählter Name in Anlehnung an die frühere Nutzung des Geländes                                     | 1972                | | Pferdeweide                  |
| Pieperweg (Lage)               | P115               | 0405                   | H. Pieper, Kapitän, Angehöriger einer seit dem 16. Jahrhundert in Blankenese lebenden Fischerfamilie     | 1949                | | Pieperweg                    |
| Pletschgang (Lage)             | P141               | 0115                   | Oscar Pletsch (1830–1888), Maler und Illustrator von Kinderbüchern                                       | 1953                | Motivgruppe „Schriftsteller“ | Pletschgang                  |
| Reinheimerweg (Lage)           | R131               | 0210                   | Sophie Reinheimer (1874–1935), Kinder- und Jugendbuchautorin                                             | 1953                | Motivgruppe „Schriftsteller“ | Reinheimerweg                |
| Rugenbohm (Lage)               | R359               | 0240                   | nach einer Flurbezeichnung                                                                               | ca. 1925            | | Rugenbohm                    |
| Sapperweg (Lage)               | S056               | 0160                   | Agnes Sapper (1852–1929), Jugendbuchautorin                                                              | 1953                | Motivgruppe „Schriftsteller“ | Sapperweg                    |
| Schenefelder Diek (Lage)       | S143               | 0155                   | nach einer Flurbezeichnung                                                                               | 1949                | niederdeutsch Diek = Teich | Schenefelder Diek            |
| Schenefelder Holt (Lage)       | S144               | 0640                   | nach einer Flurbezeichnung                                                                               | 1965                | niederdeutsch Holt = Gehölz, Wald | Schenefelder Holt            |
| Schenefelder Landstraße (Lage) | S145               | 2155 (im Stadtteil)    | Schenefeld, Stadt im Kreis Pinneberg in Schleswig-Holstein                                               | 1928                | südlich der S-Bahn-Brücke in Blankenese und Nienstedten | Schenefelder Landstraße      |
| Simrockstraße (Lage)           | S454               | 1230 (im Stadtteil)    | Karl Simrock (1802–1876), Übersetzer und Dichter                                                         | 1949                | südlich der S-Bahn-Brücke in Blankenese | Simrockstraße                |
| Steenrehm (Lage)               | S611               | 0240                   | nach einer Flurbezeichnung                                                                               | 1936                | Rehmen sind Erdwälle, in diesem Fall ist ein Steinwall gemeint. | Steenrehm                    |
| Sülldorfer Landstraße (Lage)   | S798               | 0770 (im Stadtteil)    | Hamburger Stadtteil Sülldorf                                                                             | 1928                | westlicher Teil zunächst in Sülldorf, im weiteren Verlauf in Rissen | Sülldorfer Landstraße        |
| Vörloh (Lage)                  | V053               | 0640                   | nach einer Flurbezeichnung                                                                               | 1936                | niederdeutsch vör Loh = vor dem Wald | Vörloh                       |
| Wientapperweg (Lage)           | W238               | 0750                   | Dockenhudener Bauern- und Voigtfamilie Wientapper                                                        | 1963                | | Wientapperweg                |
| Windloh (Lage)                 | W311               | 0165                   | nach einer Flurbezeichnung                                                                               | 1936                | | Windloh                      |
| Wisserweg (Lage)               | W330               | 0285                   | Wilhelm Wisser (1843–1935), Gymnasialprofessor und Märchen- und Mundartforscher                          | 1947                | Motivgruppe „Schriftsteller“ | Wisserweg                    |
| Zassenhausweg (Lage)           | Z087               | 0235                   | Hiltgunt Zassenhaus (1916–2004), Ärztin und Autorin                                                      | 2007                | | Zassenhausweg                |